# Копитково (Поморське воєводство)
Копитково (пол. Kopytkowo, нім. Kopitkowo or Hufenau) — село в Польщі, у гміні Сментово-Ґранічне Староґардського повіту Поморського воєводства.
Населення — 869 осіб (2011).

## Демографія
Демографічна структура станом на 31 березня 2011 року:
|          | Загалом | Допрацездатний вік | Працездатний вік | Постпрацездатний вік |
| -------- | ------- | ------------------ | ---------------- | -------------------- |
| Чоловіки | 439     | 105                | 313              | 21                   |
| Жінки    | 430     | 101                | 270              | 59                   |
| Разом    | 869     | 206                | 583              | 80                   |